# 反因果系統
反因果系統（anti-causal system）是一種假想的系統，其內部狀態及輸出只和某些未來的輸入有關。有些教科書或是出版物的定義較寬鬆，反因果系統只要和過去的輸入無關即可，因此可以和目前的輸入有關。
非因果系統（non-causal system）是指不是因果系統的系統，是指系統有和未來的輸入有關，也可能和過去或是現在的輸入有關，這個和因果系統中系統只受過去或是現在的輸入影響的定義恰好相反。，在控制理論或是數位信號處理（DSP）中常會提到非因果系統。
非因果系統的定義較反因果系統要寬，反因果系統一定是非因果系統，但非因果系統不一定是反因果系統，若非因果系統和過去輸入有關，就不是反因果系統。
有些信號處理是非因果系統，例如用任意時間之前及之後的輸入值處理後再作為某個時間的輸出（實際上，所謂的「目前」輸入及「未來」輸入都一定是在過去某一時間記錄的，只是在概念上仍稱為「目前」輸入及「未來」輸入），這類的信號處理無法實時計算，因為任何一個時間都不可能知道之後某一時間的輸入值，但若先記錄輸入資料，有所有的資料之後，即可以進行這類的處理。
有些錄音放音技術中的數位空間校正就會用到非因果濾波器。